# ۵-بروموراسیل
۵-بروموراسیل (به انگلیسی: 5-Bromouracil) با فرمول شیمیایی C4H3BrN2O2 یک ترکیب شیمیایی با شناسه پاب‌کم 11735949 است. که جرم مولی آن ۱۹۰٫۹۸۳ گرم بر مول می‌باشد. 